# Chiesa di San Lorenzo in Piscibus
La chiesa di San Lorenzo in Piscibus è un luogo di culto cattolico di Roma, situato nel rione Borgo; esso è inglobato all'interno degli edifici novecenteschi del versante meridionale di via della Conciliazione e piazza Pio XII, con l'abside visibile da Borgo Santo Spirito.
Si trova all'interno del territorio della parrocchia di Santa Maria in Traspontina e su di essa insiste l'omonima diaconia. Inoltre è sede del Centro Internazionale Giovanile San Lorenzo, l'organismo del pontificio consiglio per i laici atto alla preparazione delle Giornate mondiali della gioventù.

## Storia

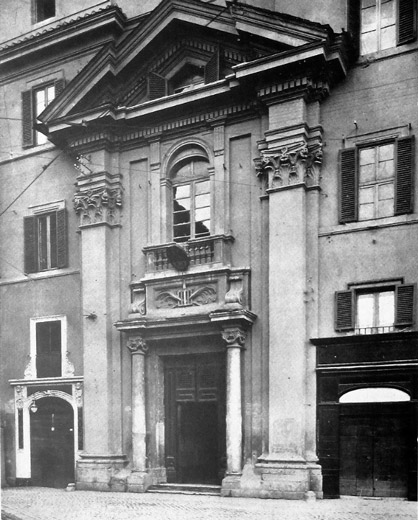
La facciata barocca

Il nome in piscibus deriva dall'antica denominazione del quartiere, Piscina, forse per la presenza in quell'area, nel medioevo, di un mercato del pesce.
È di origine antichissime: la tradizione attribuisce la sua erezione a santa Galla, vissuta nel VI secolo. Le prime notizie certe invece risalgono alla fine del XII secolo: la più antica menzione di essa si trova nell'Ordine di Benedetto Canonico del 1143, ove è chiamata Sancti Laurentii in porticu maiore. Nei secoli XIII e XIV apparteneva alla basilica lateranense, come risulta dall'inventario dei beni compilato da Nicola Frangipani ai tempi di Bonifacio VIII; ivi è detta ecclesia Sancti Laurentii in Piscibus, in civitate Leoniana iuxta Porticum Basilice Principis Apostolorum (in italiano: chiesa di san Lorenzo in Piscibus, nella città leonina, presso il portico della basilica del Principe degli Apostoli). Nel medesimo tempo però il giuspatronato parrocchiale spettava ai canonici della basilica Vaticana, come attestano le bolle dei papi del 1205 e 1228, nelle quali è chiamata de Piscibus.
Nel corso del XVI secolo la chiesa passò dalle clarisse ad una comunità di laici e poi fu inglobata nel palazzo di proprietà del cardinale Francesco Armellini, motivo per cui era detta anche San Lorenzo dell'Armellini. Nel 1663 l'intero complesso venne affidato agli scolopi, che nel 1672 fecero restaurare radicalmente la chiesa in forme barocche sotto la direzione di Francesco Massari. Al termine dell'intervento, la chiesa appariva con pianta a tre navate separate da due file di colonne corinzie reggenti un architrave continuo, con abside quadrangolare contenente l'altare maggiore, sormontato dalla pala Sposalizio della Vergine Maria di Niccolò Berrettoni, allievo di Carlo Maratta (1673). Nel 1731 venne demolito il convento e ricostruito, a partire dal 1773, su progetto di Giovanni Domenico Navone, il quale ideò anche una nuova facciata per la chiesa; per raccordare l'edificio di culto, situato in una posizione alquanto arretrata, all'antistante piazza Rusticucci, progettò un doppio atrio, ricorrendo a numerosi espedienti architettonici per ovviare all'asimmetria e all'irregolarità della struttura.
In occasione della costruzione via della Conciliazione, la chiesa non venne demolita (lo furono soltanto la facciata e l'atrio barocchi) e fu inglobata all'interno degli edifici moderni del versante sinistro di piazza Pio XII. Nel 1949 venne restaurata su progetto di Adriano Prandi, che fece rimuovere tutte le superfetazioni barocche per ricondurre l'edificio ad uno stile quanto più simile a quello originario. Sconsacrata, venne adibita prima a sala convegni, poi a laboratorio artistico: lo scultore Pericle Fazzini, tra il 1972 e il 1975, vi realizzò in scala 1:1 il modello in poliuretano della Resurrezione collocata nell'attuale sala Nervi in Vaticano.
Domenica 13 marzo 1983, papa Giovanni Paolo II ha riconsacrato la chiesa che da allora è divenuta sede del Centro Internazionale Giovanile San Lorenzo. Nel 2007 papa Benedetto XVI ha elevato la chiesa a titolo cardinalizio, istituendo la diaconia di San Lorenzo in Piscibus.

## Descrizione

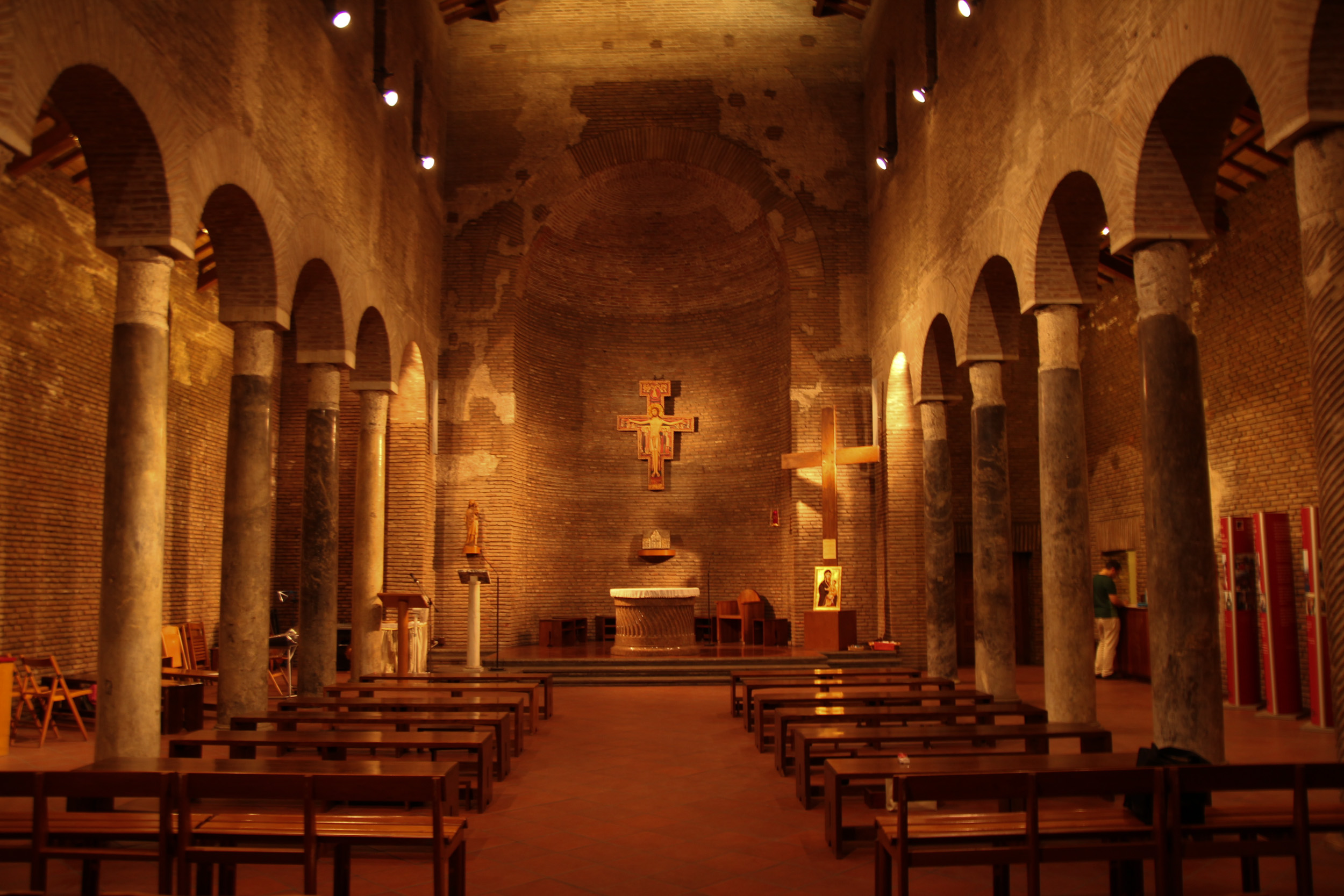
Interno

Esternamente, della chiesa è ben visibile l'abside, a pianta semicircolare, ampiamente ricostruita nel corso dei restauri del 1949; l'edificio è situato ad una quota inferiore rispetto a borgo Santo Spirito, sul quale prospetta la parte terminale. La facciata, orientata verso nord e leggermente discosta dall'antistante edificio novecentesco, è a salienti, con un unico portale al centro e, nella parte superiore, tre monofore. Alla sua sinistra, la torre campanaria cosmatesca, con cella a due ordini di bifore.
L'interno si presenta a tre navate divise da colonne di spoglio, sulle quali poggiano archi a tutto sesto, con soffitto a capriate, e pareti completamente spoglie senza alcuna decorazione; la navata maggiore termina con l'abside e l'area presbiterale, rialzata di alcuni gradini rispetto al resto della chiesa, al centro della quale vi è il moderno altare, consacrato nel 1983, costituito da un blocco di granito rosso avente la forma di una vera da pozzo di epoca romana, custodita presso i Musei vaticani.